# Claire Reigbert
Claire Reigbert, auch Cläre Reigbert, (* 7. Oktober 1887 in Kiel; † 1. Juni 1957 in München) war eine deutsche Schauspielerin, bevorzugt eingesetzt in Volksstücken.

## Leben
Claire Reigbert erhielt ihre Ausbildung bei dem angesehenen Schauspiellehrer Friedrich Carl Peppler. 1914 begann sie ihre künstlerische Laufbahn, im Jahr darauf kam Claire Reigbert erstmals nach Berlin, wo sie 1916 ihr erstes hauptstädtisches Festengagement von der Tourneebühne Berliner Künstlertheater erhielt. In den kommenden 20 Jahren feierte Claire Reigbert unter Max Reinhardt und Victor Barnowsky sowie am Lessing-Theater, dem Schauspielhaus, dem Theater am Nollendorfplatz, dem Theater am Schiffbauerdamm und am Komödienhaus eine Reihe von Erfolgen. Zu ihren bekanntesten Rollen unter Reinhardts Intendanz gehören 1921 die Frau Welzel in Die Weber und die Frau Weinholz in Zwei glückliche Tage, 1924 das Jettchen in Clubleute und 1926 die Frau Pape in Das Ekel. Weitere Theaterstationen waren u. a. Göttingen, Frankfurt am Main und Düsseldorf, wo sie unter Louise Dumont spielte.
Bereits 1915 debütierte Claire Reigbert beim Film, regelmäßig stand sie aber erst seit Mitte der 1930er Jahre vor der Kamera. Die pummelig-pausbäckige, stämmige Künstlerin war auf der Bühne wie vor der Kamera auf fröhliche, mütterliche Typen und einfache Frauen aus dem Volke abonniert. Auf der Leinwand verkörperte sie Hebammen wie Wirtschafterinnen, Oberschwestern wie Wirtinnen, Ehefrauen und immer wieder Mütter.
Claire Reigbert hat auch für den Rundfunk und als Synchronsprecherin gearbeitet. Sie stand 1944 in der Gottbegnadeten-Liste des Reichsministeriums für Volksaufklärung und Propaganda.

## Filmografie
- 1915: Der Strumpf
- 1916: Ein toller Abend
- 1917: Feenhände
- 1923: Hallig Hooge
- 1933: Glück muß man haben (Kurzfilm)
- 1934: Abschiedswalzer
- 1935: Die törichte Jungfrau
- 1935: Der höhere Befehl
- 1936: Wenn der Hahn kräht
- 1936: Inkognito
- 1936: Frauenliebe – Frauenleid
- 1937: Ein Volksfeind
- 1937: Die Umwege des schönen Karl
- 1938: Rätsel um Beate
- 1938: Fünf Millionen suchen einen Erben
- 1938: Heimat
- 1938: Ein Mädchen geht an Land
- 1938: Liebelei und Liebe
- 1938: Spiel im Sommerwind
- 1939: Aufruhr in Damaskus
- 1939: Die fremde Frau
- 1939: Roman eines Arztes
- 1940: Fahrt ins Leben
- 1940: Lauter Liebe
- 1940: Mädchen im Vorzimmer
- 1940: Achtung! Feind hört mit!
- 1940: Männerwirtschaft
- 1940: U-Boote westwärts!
- 1941: Der Weg ins Freie
- 1942: Fahrt ins Abenteuer
- 1942: Wenn der junge Wein blüht
- 1943: Immensee
- 1943: Die goldene Spinne
- 1943: Der Verteidiger hat das Wort
- 1943/52: Moselfahrt mit Monika
- 1947: Wozzeck
- 1948: Unser Mittwoch Abend
- 1949: Nachtwache
- 1951: Dr. Holl
- 1952: Herz der Welt
- 1952: Ich heiße Niki
- 1952: Haus des Lebens
- 1954: Gefangene der Liebe
- 1955: Laß die Sonne wieder scheinen
- 1956: Salzburger Geschichten